# 丹森贝格
丹森贝格（發音：[ˈdanzn̩ˌbɛʁk]）是德国莱茵兰-普法尔茨州凯撒斯劳滕市的市辖区，位于普法尔茨森林。
丹森贝格长期以来一直是一个小村庄，在三十年战争期间首次被提及。自1969年并入凯撒斯劳滕以来，该地人口增加了一倍。

## 地理

### 地理
丹森贝格位于凯撒斯劳滕盆地东南部一座400多米高的与之同名的山上，位于济金根山（Sickinger Höhe） —— 一座能清楚地在该地看到的山 —— 以东。
该地西临霍恩埃肯，东临默尔施巴赫，皆为凯撒斯劳滕市的市辖区。与该地相邻的市镇是特里普施塔特和施泰尔岑贝格。
当地被森林包围，南部和西南部为较小的农业用地，主要用于私人养马。

### 气候

#### 降水
丹森贝格位于温带地区，四季都有降水。与德国其他地区相比，丹森贝格气候温暖，阳光充足。由于其位于洪斯吕克山和艾费尔山的背风处，降水会有所消减。因该地地处相对较高的位置，其降雨量甚至少于凯撒斯劳滕，且通常不受暴风雨的影响。由于该地的突出位置，风暴通常会以高于平均风速的高速袭来并对建筑物和森林造成严重的风暴损害。

当地降水

丹森贝格年降雨量为840 mm，4月最为最干燥，12月降水最多，降水最多的月份比最干燥的月份降水量多1.4倍。季节性降水波动在十分之一以下。

#### 气温
| 月份     | 1月   | 2月   | 3月   | 4月   | 5月   | 6月   | 7月   | 8月   | 9月   | 10月  | 11月 | 12月 |
| -------- | ----- | ----- | ----- | ----- | ----- | ----- | ----- | ----- | ----- | ----- | ---- | ---- |
| 最高气温 | 4 °C  | 5 °C  | 10 °C | 13 °C | 19 °C | 22 °C | 25 °C | 25 °C | 20 °C | 15 °C | 9 °C | 5 °C |
| 最低气温 | −1 °C | −2 °C | 2 °C  | 3 °C  | 8 °C  | 12 °C | 14 °C | 13 °C | 9 °C  | 6 °C  | 3 °C | 1 °C |

### 景观
丹森贝格今天的形状为正八边形。该地南部和西南部为上述提到的农业用地，其西部边界为“山井嵴”（Bergbrunner Kopf） —— 一个带有周末度假小屋的小区域。该地南部农业用地的北部边界由一个新开发区构成，其占当地面积的50％以上。猪猡山（Sauberg）构成了西部农业用地的北部边界，此处通有林间小路。林间小路和上述新开发区的北部邻接主干道 —— 丹森贝格街（Dansenberger Straße），它将新开发区与旧区分开。
有着老学校、幼儿园、食肆和各种其他基础设施的镇中心区就位于丹森贝格街。丹森贝格街的东端是墓园和体育馆；该街以北区域是一个在山坡上的古老居民区，其含两个教堂和教区楼。最北部是近几十年来开发的建筑，此处斜坡的坡度较低。
丹森贝格的小镇景观以一户和两户式楼房为特色。多户式楼房和排屋也能偶尔见到，其多位于在镇中心区。公寓楼位于镇中心区以南的水洼路（Wasserlochstücke）和刺李路（Schlehweg）。值得一提的是，当地北部边缘有几座带有宽阔花园的大房子。即使在旧居民区，也有几个占地超过1500平方米的大型花园。然而，它们当中大部分都被改为建筑用地。基础设施均位于镇中心周围的单层建筑区。

## 地名
该地地名Dansenberg意为“松山”，因当地过去茂密的松林而得名（在方言中该地名常作Dooseberch，Doose / Danse意为“松树”），而今松林已被混交林所取代，但像“松嵴上”（Am Kiefernkopf）这样的街道名字仍然证明着过去存在的松林。

## 历史
| 重要历史时间点                | 重要历史时间点                     |
| 时间                          | 事件                               |
| ----------------------------- | ---------------------------------- |
| 约公元前23000年（旧石器时代） | 人类首次定居                       |
| 约公元前2000年（新石器时代）  | 充足文物证明的人类定居点在此建立   |
| 约公元前900年                 | 凯尔特人在此定居                   |
| 1618年–1648年                 | 一个居民点于三十年战争期间在此建立 |
| 1631年                        | 利克赛姆的胡格诺派教徒流亡至此     |
| 1635年                        | 居民点被克罗地亚人破坏             |
| 1700年左右                    | 伐木工定居点在此建立               |
| 1793年                        | 平民被法国人杀害                   |
| 1800年左右                    | 老学校建立                         |
| 1894年10月21日                | 新教教堂落成                       |
| 1949年                        | 天主教临时教堂落成                 |
| 1967年10月22日                | 新天主教教堂落成                   |
| 1969年6月7日                  | 丹森贝格成为凯撒斯劳滕市的市辖区   |
| 1990年                        | 新学校落成                         |

### 早期历史
在大约25000年前的旧石器时代，丹森山上首次有人类定居，地下2.5米深处有这一时期的炉灶和遗骸被发掘出来。而新石器时代文物的发现，证明了大约在4000年前这里同样有人类定居。凯尔特人于公元前900年左右在此定居，他们用石柱标记交通路线，这些石柱中的一条在今天的墓园区域被发现。由于这些道路也被罗马人使用，所以这里同样也被罗马人知晓，他们的道路当中的一条从凯撒斯劳滕一直通到瓦尔德菲施巴赫（Waldfischbach），途经丹森山。

## 人口
下图显示了丹森贝格从1705年到2001年的人口发展情况。自并入凯撒斯劳滕以来，人口显著增加。

丹森贝格从1705年到2001年的人口发展

丹森贝格的年龄结构均衡。在2877名居民中，452名是15岁以下的儿童，614名是60岁以上的老人。

## 宗教
1469名新教徒居住在丹森贝格，构成了丹森贝格的主要教团。教团有一栋牧师楼、一栋新建的教区楼以及一座1894年建成的教堂。
当地有着980名教徒的天主教教团自1950年以来一直作为自己的教会基金会（Kirchenstiftung）存在。此前一年，一座临时教堂建成，后来改建为现今仍存的教区楼。现在的教区教堂建于1967。丹森贝格的教团是霍恩埃肯教区的一个分教团。

## 政治

### 镇长与镇议会：
1969年并入凯撒斯劳滕以来的历任及现任镇长：
| 姓名                                    | 上任时间       | 担任至         |
| --------------------------------------- | -------------- | -------------- |
| 海因里希·施密特 (Heinrich Schmitt, SPD) | 01969年7月9日  | 1974年4月26日  |
| 卡尔·兰布雷希特 (Karl Lambrecht, CDU)   | 1974年4月26日  | 1979年8月22日  |
| 恩斯特·瓦格纳 (Ernst Wagner, SPD)       | 1979年8月22日  | 1986年12月17日 |
| 莫妮卡·齐格勒 (Monika Ziegler, CDU)     | 1986年12月17日 | 1989年9月4日   |
| 莫妮卡·齐格勒 (Monika Ziegler, CDU)     | 1994年9月12日  | 2004年9月20日  |
| 胡戈·克拉默 (Hugo Kramer, CDU)          | 01989年9月4日  | 1994年9月12日  |
| 弗朗茨·莱茵海默 (Franz Rheinheimer)     | 2004年9月20日  | 至今           |

（注：弗朗茨·莱茵海默于1999年至2007年6月30日属于FDP，2007年7月1日起属于FWG（凯撒斯劳滕自由选民团，Freie Wähler Gruppe Kaiserslautern e.V.））

## 人物
- 捷德（Zedd），知名音乐家，长大于当地